# Národní parky v Irsku

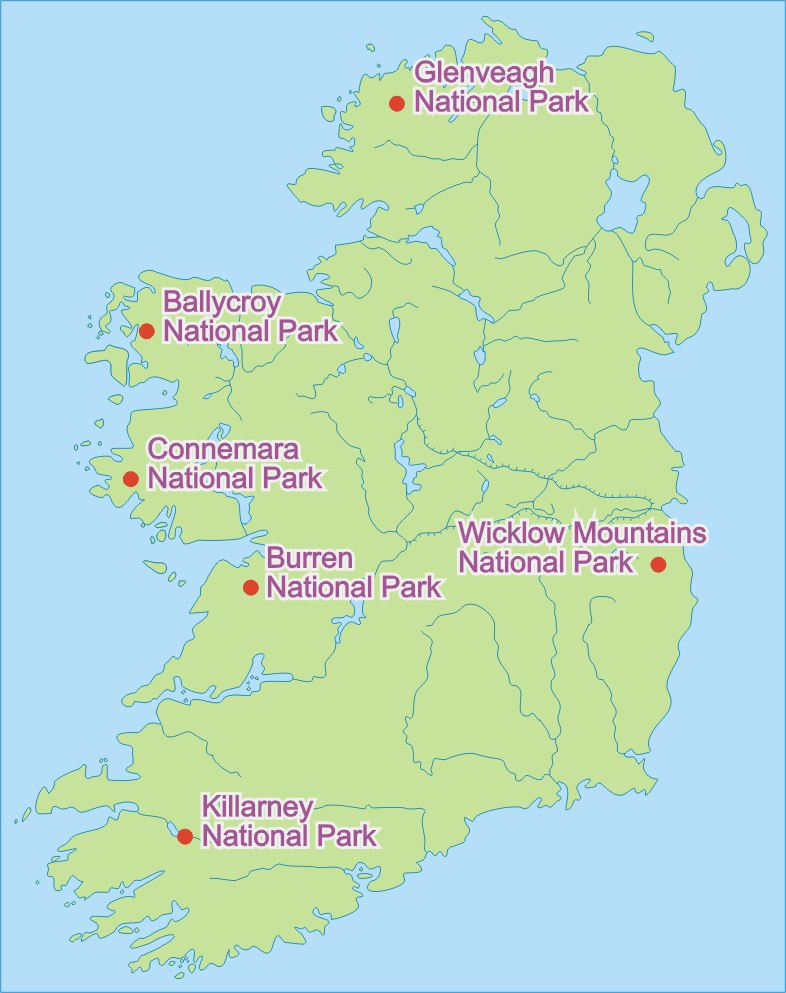
Lokalizace irských národních parků

V Irsku se nachází šest národních parků.
Jako první národní park v Irsku byl vyhlášen Národní park Killarney v hrabství Kerry v roce 1932. Od té doby vzniklo dalších pět národních parků, naposledy Ballycroy v roce 1998. Národní parky Irska mají celkovou rozlohu 487 km², což tvoří 0,7 % rozlohy Irska. Největším je Wicklow Mountains National Park s rozlohou 170 km².
| národní park      | hrabství | rozloha (km²) | vyhlášení |
| ----------------- | -------- | ------------- | --------- |
| Ballycroy         | Mayo     | 110           | 1998      |
| Connemara         | Galway   | 30            | 1990      |
| Glenveagh         | Donegal  | 57            | 1984      |
| Killarney         | Kerry    | 105           | 1932      |
| The Burren        | Clare    | 15            | 1991      |
| Wicklow Mountains | Wicklow  | 170           | 1991      |